# Erykah Badu
Erica Abi Wright (Dallas, 26 de febrero de 1971), conocida artísticamente como Erykah Badu, es una cantante estadounidense de neo soul.

## Biografía
Nació en Dallas, Texas, donde creció escuchando el soul de los años 1970 y comenzó a vivir el hip hop de los años 1980, pero también está muy influida por grandes del jazz como Billie Holiday. Cursó estudios en una escuela de arte, y años después estuvo un tiempo dedicada a la docencia, hasta que en 1994 apareció en un show de D'Angelo. El mánager de D'Angelo, Kedar Massenburg, quedó impresionado por la actuación y la contrató para hacer una versión a dúo del tema de Marvin Gaye y Tammi Terrell "Your Precious Love". En poco tiempo fichó para la discográfica Entertainment, comenzó a grabar su debut Baduizm bajo la producción de Kedar Massenburg, y la compañía de Ron Carter, contrabajista de jazz, en alguno de los temas. El primer sencillo "On & on" se convirtió en un hit a principios de 1997, y en marzo el álbum ya había llegado al número uno. En el álbum había una conjunción de neo soul, jazz y rap que lo hacen una gran pieza musical. Ganó dos Grammy en 1997, uno al mejor álbum de R&B y otro a la mejor interpretación vocal femenina de R&B, por el sencillo "On & on". A este le siguieron otro por el tema "You got me" en 1999 y otro en 2002 por el sencillo "Love of my life". Desde que en 2003 editara Worldwide Underground colaboró con diversos artistas como Zap Mama ("Bandy, Bandy" en 2003), Roy Ayers ("Searching" y "Everybody loves the sunshine" en 2004) o Sérgio Mendes ("That Heat" en 2006).
En febrero de 2008 lanzó su álbum New Amerykah Part One (4th World War) y en marzo del 2010 lanzó la segunda parte llamada New Amerykah Part Two (Return of the Ankh).

## Discografía
| Año  | Título                                 | Discográfica |
| ---- | -------------------------------------- | ------------ |
| 1997 | Baduizm                                | Kedar        |
| 1997 | Live                                   | Kedar        |
| 2000 | Mama's Gun                             | Kedar        |
| 2003 | Worldwide Underground                  | Motown       |
| 2008 | New Amerykah pt.1 (4th World War)      | Motown       |
| 2010 | New Amerykah pt.2 (Return of the Ankh) | Motown       |

| Año  | Título                      | Discográfica           |
| ---- | --------------------------- | ---------------------- |
| 1997 | "On & On"                   | Universal              |
| 1997 | "Next Lifetime"             | K Dar                  |
| 1997 | "Apple Tree"                | Kedar International    |
| 1997 | "Tyrone"                    | Universal              |
| 1999 | "Southern Gul (ft. Rahzel)" | Uptown/Universal       |
| 2000 | "Bag Lady"                  | Uptown/Universal       |
| 2001 | "Didn't Cha Know"           | Polygram International |
| 2002 | "Love of my Life"           | MCA                    |
| 2003 | "Danger"                    | Motown                 |
| 2008 | "Honey"                     | Motown                 |

## Premios
| Año  | Título                       | Categoría                            | Género |
| ---- | ---------------------------- | ------------------------------------ | ------ |
| 1997 | Baduizm                      | Mejor álbum R&B                      | R&B    |
| 1997 | "On & On"                    | Mejor actuación vocal femenina       | R&B    |
| 1999 | "You Got Me" (con The Roots) | Mejor actuación vocal de dúo o grupo | Rap    |
| 2002 | "Love of My Life"            | Mejor canción R&B                    | R&B    |

## Listas Billboard
| Máxima posición | Álbum                 | Lista                   | Año  |
| --------------- | --------------------- | ----------------------- | ---- |
| 2               | Baduizm               | Billboard 200           | 1997 |
| 1               | Baduizm               | Top R&B/Hip-Hop álbumes | 1997 |
| 4               | Live                  | Billboard 200           | 1997 |
| 1               | Live                  | Top R&B/Hip-Hop álbumes | 1997 |
| 11              | Mama's Gun            | Billboard 200           | 2000 |
| 12              | Mama's Gun            | Top internet álbumes    | 2000 |
| 3               | Mama's Gun            | Top R&B/Hip-Hop álbumes | 2000 |
| 3               | Worldwide Underground | Billboard 200           | 2003 |
| 3               | Worldwide Underground | Top internet álbumes    | 2003 |
| 2               | Worldwide Underground | Top R&B/Hip-Hop álbumes | 2004 |

## Filmografía
| Año  | Título                      | Formato |
| ---- | --------------------------- | ------- |
| 1998 | Blues Brothers 2000         | Cine    |
| 1999 | The Cider House Rules       | Cine    |
| 2004 | Chapelle's Show             | TV      |
| 2004 | House of D                  | Cine    |
| 2019 | En que piensan los hombres? | Cine    |
| 2024 | La lección de piano         | Cine    |

## Giras
- Baduizm World Tour (1997–98)
- Mama's Gun World Tour (2001–02)
- Frustrated Artist Tour (2003)
- Worldwide Underground Tour (2004)
- Sugar Water Festival Tour (2005)
- Summer Tour (2006)
- Dave Chappelle/Badu tour (2007)
- The Vortex World Tour (2008)
- Jam Tour (2009)
- Out My Mind, Just in Time World Tour (2010)